# Pierre Jeanneret (historien)
Pour les articles homonymes, voir Pierre Jeanneret et Jeanneret.
Pierre Jeanneret, né à Lausanne le 14 décembre 1944, est un historien, enseignant et journaliste suisse du canton de Vaud.

## Biographie
Pierre Jeanneret (petit-fils de Maurice Jeanneret, président du POP vaudois), obtient un doctorat ès-lettres à l’université de Lausanne en 1991. De 1974 à sa retraite, il enseigne l’histoire et le français aux gymnase de Montbenon puis au gymnase des Chamblandes à Pully.
Pierre Jeanneret dont la thèse porte sur son grand-père Maurice Jeanneret, est également l’auteur de Popistes, histoire du parti ouvrier et populaire vaudois 1943-2001 (éditions d’En Bas), publie de nombreux ouvrages et articles, notamment en histoire politique contemporaine.
Il est également l’auteur de deux études d’ethnographie rurale sur la campagne vaudoise, intitulées La Verneyre. Un chalet d’alpage dans les Montagnes d’Ollon, Grandvaux et Le domaine Ponnaz. Une famille, une maison vigneronne, une exploitation viticole à Grandvaux.

## Sources
- Collectif (Atelier H), Ego-histoires : Écrire l’histoire en Suisse romande, Alphil, 2006 (ISBN 2-940235-06-6), p. 279-280
- voir aussi article de Jean-Marc Rapaz in "24 Heures", 2004/06/25, p. 35
- lire l'entretien mené par Charly Veuthey in Coopération 2005/06/22, p. 17